# Alice Clark
Alice Clark (1er août 1874 – 11 mai 1934) est une historienne et suffragiste britannique, membre de la National Union of Women's Suffrage Societies. Elle est connue pour son ouvrage sur la vie quotidienne des femmes, Working Life of Women (1919).

## Biographie
Alice Clark naît à Street, dans le Somerset. Son père, William Clark, un réformiste social, dirige une entreprise familiale de chaussures, et sa mère, Helen Bright Clark est une militante féministe. Sa tante, Annie Clark (en), est l'une des premières femmes médecins britanniques. Son grand-père maternel, John Bright, est parlementaire. Sa sœur, Hilda Clark (en), est médecin. La famille est quaker. 
Après ses études secondaires, elle travaille dans la firme familiale C. & J. Clark.
Alice Clark obtient en 1912 une bourse de recherche à la London School of Economics. Son travail dirigé par Lilian Knowles, est publié en 1919 sous l'intitulé Working Life of Women, et consiste en une analyse de la vie quotidienne des femmes de l'époque.
Elle meurt à son domicile à Street, le 11 mai 1934.